# Прийма Василь Миронович
Васи́ль Миро́нович При́йма (нар. 10 червня 1991, с. Ліс, Яворівський район, Львівська область) — український футболіст, захисник, також грав на позиції півзахисника.

## Клубна кар'єра
Розпочинав навчатися футболу у дитячій школі Новояворівська, вже в 11-річному віці отримав запрошення продовжити навчання у київській ДЮСШ-15, яку закінчив у 2008 році. У ДЮФЛ виступав за школу київського «Арсенала», «Відрадний» (Київ), київські ДЮСШ-15 та КСДЮШОР.
Узимку 2008 року прийняв запрошення донецького «Металурга», у складі якого почав виступати за команду дублерів. У чемпіонатах України у складі основної команди клубу дебютував 18 липня 2008 року грою проти львівських «Карпат» (перемога 2:1).
У жовтні 2015 року став гравцем італійського клубу «Торіно». Під час зимового трансферного вікна 2015/16 перейшов до складу «Фрозіноне» на умовах оренди. Наприкінці червня 2016 року уклав трирічну угоду з «Фрозіноне».
Влітку 2017 року повернувся на батьківщину, ставши гравцем луганської «Зорі».
У вересні 2020 року гравець увійшов до складу одеського «Чорноморця».

## Виступи за збірні
Почав викликатися до збірних команд України у 15-річному віці. Дебют у складі збірної юнаків віком до 17 років відбувся 17 серпня 2006 року у грі проти литовських однолітктів (нічия 2:2). З 2009 року виступає у складі збірної України U-19.

## Досягнення
- Володар Кубка Білорусі з футболу (1):

Шахтар: 2018-19